# Reidar Andersen
Reidar Andersen, född den 20 april 1911 i Norderhov, Buskerud fylke, död 1991 i Oslo, var en norsk backhoppare som tävlade under 1930-talet.

## Karriär
Reidar Andersen räknas som den bästa norska backhopparen på 1930-talet tillsammans med Birger Ruud. Han anses som en av de stora "stilhopparna" genom tiderna. Han använde även vita fingervantar när han hoppade. Det blev hans "varumärke".
Andersens första mästerskap var VM 1930 i Oslo där han slutade på andra plats. Han var bara 0,6 poäng efter segraren Gunnar Andersen och 5,3 poäng före bronsmedaljören Sigmund Ruud. Året efter vid VM 1931 i Oberhof slutade han precis utanför prispallen på en fjärde plats. Tävlingen vanns av Birger Ruud före Fritz Kaufmann, Schweiz och Sven Eriksson ( -Selånger) Sverige. Norge deltog inte vid VM 1933 i Innsbruck.
Vid VM 1935 i Vysoké Tatry i Tjeckoslovakien blev det för andra gången en silvermedalj. Igen vann Birger Ruud före Reidar Andersen. Alf Andersen vann bronset och såg till att det blev en norsk trippel. Andersen deltog vid Olympiska spelen 1936 i Garmisch-Partenkirchen där det blev en tredjeplats efter Birger Ruud och Sven Selånger. 
Det tredje VM-silvret kom vid VM 1937 i Chamonix. Birger Ruud vann igen (2,4 poäng före Reidar Andersen) och Sigurd Sollid tog bronsmedaljen och säkrade Norge en trippel igen. Andersens sista mästerskap blev VM i Lahtis 1938 där han blev femma med en skadad fot. Asbjørn Ruud vann tävlingen.
I internationella tävlingar levde Reidar Andersen lite i skuggan av bröderna Ruud. Men på hemmaplan i Norge hade han stora framgångar. Andersens största merit var tre segrar i rad i hopptävlingen i Holmenkollen (1936, 1937 och 1938). Han är den enda backhopparen som någonsin vunnit i Holmenkollen tre år i följd. Speciellt minns man vinnarhoppet 1937, då han uppnådde 19,5–20–20 som gällande stilpoäng.
Hans goda stil var dock inget hinder för långa hopp. 1935 satte han världsrekord då han hoppade 99,5 meter i Planica i Jugoslavien. Knappt 19 år gammal noterades han för backrekord i Holmenkollen 1930 med 52 meter, ett rekord som stod kvar i åtta år. Parallellt med segrarna i Holmenkollen blev han också norsk mästare tre år i rad (1936 i Kongsvinger, 1937 i Tønsberg och 1938 i Mo i Rana). Han hade en silvermedalj från norska mästerskapen 1933 i Oslo och tog sin sista medalj, ett brons, i NM i Alvdal 1946.
1938 fick Reidar Andersen motta Holmenkollenmedaljen tillsammans med idrottsledaren Johan R. Henriksen. 
Reidar Andersen bemästrade också annan skidsport. Han lyckades bli polsk mästare i backhoppning, längdåkning, slalom och störtlopp 1935. Vinteren 1939 var han i USA där han blev amerikansk mästare i backhoppning (i St. Paul, Minnesota) och i trippelkombinationen hopp, slalom och störtlopp (i Salt Lake City, Utah). I USA blev han invald i National Ski Hall of Fame.

## Annan karriär
Andersens aktiva idrottskarriär omfattade också fotboll och friidrott. Han var medlem av idrottsföreningarna Liv/Fossekallen (Hønefoss), Freidig (Trondheim) och Ready (Oslo). 
Idrottskarriären fick ett hastigt slut vid andra världskrigets utbrott 1940, men efter kriget kom Andersen tillbaks som tränare och lagledare, bland annat för det norska backhoppningslandslaget till Olympiska spelen i St. Moritz 1948. 
I Oslo etablerade han sin egen firma, som hade tillverkning av sportartiklar. Reidar Andersen stod för design och tillverkning och marknadsförde bland annat den första fjällanoraken med “känguruficka” på bröstet.